# Cantó de Bazoches-sur-Hoëne
El cantó de Bazoches-sur-Hoëne és un cantó francès del departament de l'Orne, situat al districte de Mortagne-au-Perche. Té 11 municipis i el cap es Bazoches-sur-Hoëne.

## Municipis
- Bazoches-sur-Hoëne
- Boëcé
- Buré
- Champeaux-sur-Sarthe
- Courgeoût
- La Mesnière
- Saint-Aubin-de-Courteraie
- Sainte-Céronne-lès-Mortagne
- Saint-Germain-de-Martigny
- Saint-Ouen-de-Sécherouvre
- Soligny-la-Trappe

## Història
| Data d'elecció                           | Identitat         | Partit                     | Qualitat |
| ---------------------------------------- | ----------------- | -------------------------- | -------- |
| 1945-1964                                | M. Séguret        | RPF, després UNR           |          |
| 1964-2001                                | Léon Ganivet      | Divers droite, després UDF |          |
| 2001-2008                                | Jean-Pierre Jarry | Divers droite              |          |
| 2008-                                    | Jean Lamy         | Divers droite              |          |
| les dades anteriors no són pas conegudes |                   |                            |          |
|                                          |                   |                            |          |

## Demografia
| A partir de 1990: Població sense dobles comptes |